# Aimery Picaud
Aimery Picaud (Parthenay, ... – XII secolo) è stato un religioso e prete francese.
È tradizionalmente considerato l'autore della Guida del Pellegrino, prima opera dedicata al pellegrinaggio di Santiago di Compostela. 
Il Codex Calixtinus è un'opera ecclesiastica, la cui parte del capitolo V che è attribuita a Picaud non sarebbe stata destinata ai pellegrini ma al clero ed è molto poco diffusa e letta. Si tratterebbe più di un'opera di propaganda della Chiesa che di una vera guida turistica.

## Presentazione
Aimery Picaud effettuò a cavallo il pellegrinaggio di Santiago e con l'occasione visitò un gran numero di santuari della cristianità. Egli fu il primo ad avere l'idea di sostituire la concorrenza tra i diversi santuari con una complementarietá: per recarsi a Compostela, il pellegrino visitava al passaggio – se del caso a costo di un ritorno – tutti i santuari che si trovavano sulla sua strada. Esiste un gran numero di itinerari possibili, ma i quattro principali sono chiamati routes compostellanes (strade compostelane) e sono repertoriati nella guida con il nome di «chemins de Saint-Jacques».

## LaGuida del Pellegrino

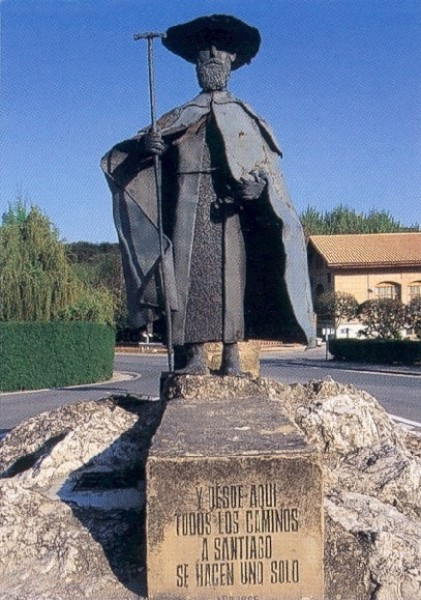
Il Pellegrino, Puente la Reina

La Guida del Pellegrino (Iter pro peregrinis ad Compostellam), precursore della guida turistica e scritto originalmente in latino, costituisce il V e ultimo libro del Liber Sancti Jacobi o Codex Calixtinus, insieme di testi costituiti da parti liturgiche redatto verso il 1140. I quattro cammini di San Giacomo che egli descrive sono (da nord a sud):
- la via Turonensis
- la via Lemovicensis
- la via Podiensis
- la via Tolosana

Vi sono dettagliate le tappe, le reliquie da venerare, i santuari da visitare prima di giungere alla Cattedrale di Santiago di Compostela, ma fornisce anche indicazioni sulle regioni attraversate e i suoi apprezzamenti, pittoreschi ma talvolta soggettivi, sulle loro popolazioni. La sua opera è servita da riferimento durante i secoli successivi. Fu ad Asquins che egli si sarebbe ritirato, verso il 1135, per redigere la sua Guida e realizzare la compilazione dei diversi libri del Codex Calixtinus del quale avrebbe portato il primo esemplare a Compostela verso il 1150, in compagnia di una fiamminga di nome Gerbere.

### I Capitoli
Il libro si compone di XI Capitoli:
- Capitolo I : Les chemins de Saint-Jacques
- Capitolo II : Les étapes du chemin de Saint-Jacques
- Capitolo III : Noms des villes et bourgs sur ce chemin
- Capitolo IV : Les trois bonnes demeures de ce monde
- Capitolo V : Noms des routiers de Saint-Jacques
- Capitolo VI : Eaux mauvaises et bonnes sur le chemin
- Capitolo VII : Caractéristiques des pays et des gens sur cette route
- Capitolo VIII : Corps saints à visiter sur la route et passion de saint Eutrope
- Capitolo IX : Caractéristiques de la ville et de l'église de Saint-Jacques
- Capitolo X : Attribution des offrandes de l'autel de Saint-Jacques
- Capitolo XI : Du bon accueil à faire aux pèlerins de Saint-Jacques

## Paternità contestata
La paternità della Guida del Pellegrino è stata contestata ad Aimery Picaud. La citazione del suo nome per due volte nel testo ne ha per lungo tempo giustificata l'attribuzione a lui, ma Bernard Gicquel avrebbe dimostrato che così non è. Egli avrebbe semplicemente redatto verso il 1135 i 22 miracles (22 miracoli), attribuiti successivamente a Callisto II e ripresi nel Codex.
L'autore della Guida del Pellegrino sarebbe Hugues le Poitevin, monaco di Vézelay, redattore della cronaca di Vézelay.